# Béla Varga
Béla Varga (n. 2 iunie 1888, Kiskunfélegyháza, Bács-Kiskun, Ungaria – d. 4 aprilie 1969, Budapesta, Republica Populară Ungară) a fost un luptător ce a reprezentat Ungaria, medaliat olimpic. A participat la 2 ediții ale Jocurilor Olimpice (1912, 1924) în care a câștigat o medalie de bronz.